# Гаплогруппа CF
Гаплогруппа CF — человеческая Y-хромосомная гаплогруппа. Её определяют мутации однонуклеотидного полиморфизма P143/PF2587, CTS3818/M3690/PF2668, CTS6376/M3711/PF2697.
В 2016 году Позник и Андерхилл показали, что Y-хромосомная гаплогруппа E возникла за пределами Африки, а общий предок всех неафриканских линий (TMRCA), в том числе гаплогрупп DE и CF, жил ~ 76 тыс. лет назад.
Крис Тайлер-Смит с коллегами считают, что линии DE и CF разошлись 77 тыс. лет назад.

## Дерево
• • • • • • CF P143/PF2587, CTS3818/M3690/PF2668, CTS6376/M3711/PF2697
• • • • • • • C IMS-JST029149, IMS-JST037816-80, M130/Page51/RPS4Y711, M216, P184, P255/P325, P260/P324, Page85, V77, V183, V199, V232
• • • • • • • F L132.1, M89/PF2746, M213/P137/Page38, M235/Page80/PF2665, P14/PF2704, P133, P134, P135/PF2741, P136/PF2762, P138/PF2655, P139, P140, P141/PF2602, P142, P145/PF2617, P146/PF2623, P148/PF2734, P149, P151/PF2625, P157, P158/PF2706, P159/PF2717, P160/PF2618, P161, P163, P166/PF2702, P187/PF2632, P316
• • • • • • • • GHIJK F1329/M3658/PF2622/YSC0001299